# Eddy van Hijum
Yde Johan "Eddy" van Hijum (Delft, 17 de abril de 1972) es un político y consultor neerlandés. Actualmente es vice primer ministro de los Países Bajos y ministro de Asuntos Sociales, Migración y Trabajo en el gabinete Schoof, en representación del partido Nuevo Contrato Social. Anteriormente fue miembro de la Cámara de Representantes por el CDA y más tarde por el NSC, así como miembro del ejecutivo provincial de Overijssel. Además desde junio de 2025 se convirtió en el líder del NSC.

## Biografía

### Educación y primeros años
Van Hijum nació en Delft, pero creció en Friesland, entre Woudsend y Sneek. Cursó la secundaria en el Bogerman College y posteriormente estudió Administración Pública en la Universidad de Twente, donde obtuvo su maestría (1995) y posteriormente un doctorado en ciencias administrativas (2001).

### Carrera profesional
Tras sus estudios, Van Hijum trabajó como consultor en Infram BV (1995-1997) y posteriormente como investigador y docente en la Universidad de Twente (1997-2001), con un enfoque en infraestructuras públicas. Entre 2001 y 2003 fue consultor sénior en PricewaterhouseCoopers y luego en KPMG, donde asesoró a organismos gubernamentales.

### Carrera política

#### Concejal municipal en Zwolle
Van Hijum inició su carrera política en el ámbito local, como concejal en Zwolle desde 1998 hasta 2003. Durante sus últimos años en el consejo municipal, fue presidente del grupo del CDA.

#### Cámara de Representantes (2003-2014)
Fue elegido miembro de la Cámara de Representantes en 2003 por el CDA, ocupando el cargo hasta 2014. Durante ese tiempo fue portavoz en áreas como transporte, asuntos sociales, política laboral, derecho laboral, conciliación entre la vida laboral y familiar, y finanzas públicas.

#### Ejecutivo provincial de Overijssel (2014-2023)
Entre 2014 y 2023 fue miembro del ejecutivo de la provincia de Overijssel, primero con responsabilidad sobre economía, turismo, energía y recursos humanos, y luego en áreas como finanzas y desarrollo empresarial. También representó a la provincia en el Comité Europeo de las Regiones entre 2019 y 2023.

#### Regreso al Parlamento con NSC
En agosto de 2023, Van Hijum abandonó el CDA y se unió al nuevo partido Nuevo Contrato Social (NSC), fundado por Pieter Omtzigt. Fue uno de los principales redactores del programa electoral del partido para las elecciones generales de noviembre de 2023.
Tras los comicios, fue elegido nuevamente como diputado. Entre diciembre de 2023 y julio de 2024, fue portavoz de NSC en asuntos financieros, administración pública, gobierno local y asuntos europeos.
El 17 de junio de 2025 tras el anuncio de Nicolien van Vroonhoven de abandonar la dirección del partido, van Hijum anunció su intención de liderar la formación que según las encuestas no le daban un resultado muy favorable. 

#### Ministro y vice primer ministro (2024-)
El 2 de julio de 2024, Van Hijum fue nombrado ministro de Asuntos Sociales y Empleo y vice primer ministro en el gabinete de Dick Schoof. Posteriormente, el 3 de junio de 2025, pasó a ocupar el puesto de ministro de Asuntos Sociales, Migración y Trabajo.
Entre el 4 y el 19 de junio de 2025, asumió de forma temporal el cargo de ministro de Sanidad, Bienestar y Deporte, hasta la toma de posesión de su sucesora.

## Vida personal
Está casado y tiene tres hijos. Es protestante y aficionado a la música, el running y el senderismo de montaña.